# ウォッチマン (量販店)

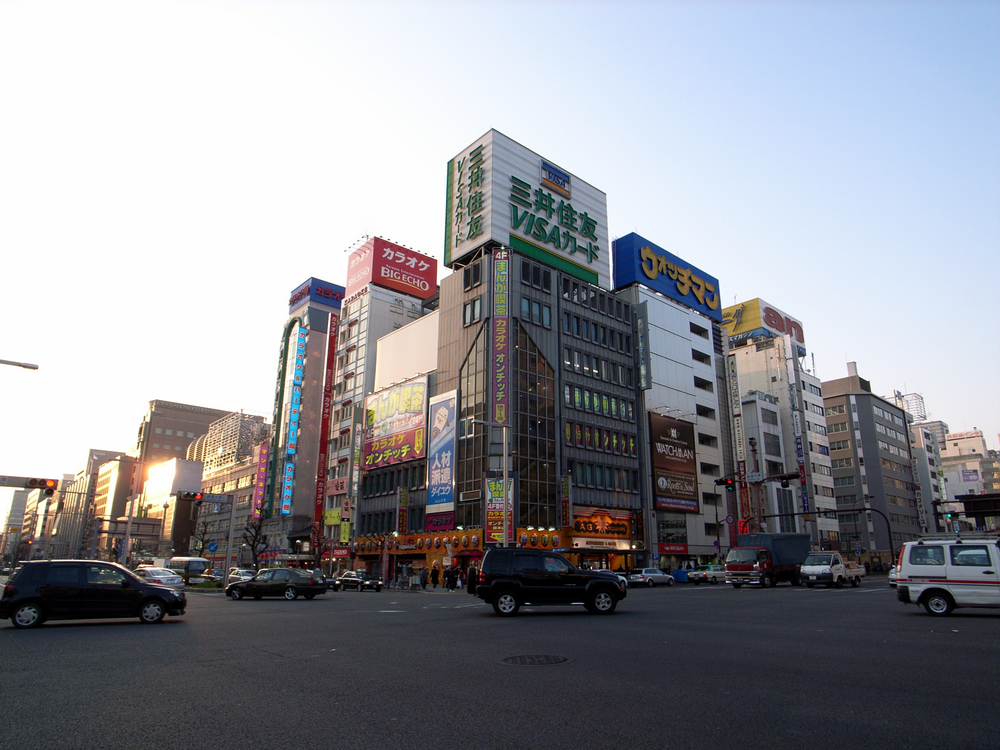
中央の建物の右側にウォッチマンの看板が見える

ウォッチマンは、かつて日本に存在した専門量販店チェーンである。高級腕時計をはじめ、時計、ブランドバッグ、宝飾品、家電製品、カメラ、ゴルフ用品などの安売り販売を行っていた。本社は愛知県名古屋市にあった。2006年までにすべての店舗が閉鎖、またはチェーンから離脱した。

## 特徴
名古屋の主力カメラ系量販店のアサヒドーカメラ・トップカメラと共に家電量販店の一社で、高級ブランド品の安売りチェーンとしては草分け的存在 である。この2社とは異なり主力商品は時計で、1990年4月期には売上の4割近くを占めていた。
地元を離れなかったアサヒドーカメラや、京都府と静岡県に1店舗ずつ進出していただけのトップカメラとは異なり、一時期は全国展開を実施し、最盛期には北海道から九州地方にかけて約40店舗を展開し、在名局を中心にテレビCMなどの広告宣伝を積極的に行っていた。
テレビCMでは「信じる者は得をする 信じられないこの値段 ウォッチマン （時計 カメラ エトセトラ）自信満々ウォッチマン」の歌詞が付いたオリジナルのテーマソングが流れていた。

## 沿革
1982年、当時の「ナゴヤプラザホテル」（現存しない。以下「旧ウォッチマン」と記す）が、ホテル内で時計の販売を始めた。これがウォッチマン1号店である。創業者によると、曜日によっては「冬でも冷房が」いるほどの繁盛ぶりだった という。後に店舗を増やし、1989年7月時点では店舗数26のチェーン店となっていた。
同年8月、旧ウォッチマンは豊田通商との合弁企業「ウォッチマン」（以下「新ウォッチマン」と記す）を設立し、チェーンを新ウォッチマンへ譲渡。後に旧ウォッチマンは社名をナゴヤプラザホテルに戻した。
新ウォッチマンも積極的にチェーンの規模を拡大。最盛期の1991年度には約40の店舗を持ち、310億円の売上高を誇った。
その後は、ヤマダ電機やビックカメラといった関東資本の大手家電量販店が中京地区へ進出した影響などで売上が減少。店舗数が18となった1998年、新ウォッチマンの経営から旧ウォッチマン関係者が離れ、豊田通商の子会社となった。それでも、2002年3月期には75億円の債務超過に陥った。
2004年5月には、新ウォッチマンの全株式がアセット・マネジャーズの企業再生ファンドへ譲渡され、同時期にウォッチマン・ホールディングスが設立された。この年から大幅に店舗網が縮小され、2006年には本店（名古屋市）と三宮店を残すのみとなり、売上高も156億円（2004年3月期）から50億円（2006年3月期）へと激減した。そして同年7月、新ウォッチマンは債権者側から破産を申し立てられ、8月に倒産した。この時アセット・マネジャーズは既にウォッチマンとは無関係だと発表している。

### 旧ウォッチマン
- 1972年 - 「ナゴヤプラザホテル」として設立される。
- 1982年 - ウォッチマン1号店を開店し、専門量販店事業に進出。
- 1980年代 - 社名をナゴヤプラザホテルから「ウォッチマン」へ変更。
- 1989年
  - 2月 - 豊田通商との共同出資により、香港に現地法人「豊通偉文有限公司」（トヨツー・ウォッチマン）を設立。現地に店舗を構えると共に、ブランド品の並行輸入窓口とする。
  - 4月 - 同社経営者らが「旭一シャイン工業」（後のトムス・エンタテインメント）を買収し、傘下に収める。
  - 8月 - 豊田通商との共同出資により新会社「ウォッチマン」を設立し、量販店事業を新会社へ譲渡。後に旧ウォッチマンは社名を「ナゴヤプラザホテル」へと戻す。

### 新ウォッチマン
- 1989年8月 - 旧ウォッチマングループ（計60%）と豊田通商（40%）の共同出資により、新会社「ウォッチマン」として設立される。量販店事業を旧ウォッチマンから譲受。
- 1998年 - 豊田通商の出資比率が97%へ引き上げられる。残り3%の株式は取引銀行各行が保有。
- 2002～2003年頃 - 豊田通商の100%子会社となる。
- 2004年5月 - 企業再生ファンド「ウォッチマン・ホールディングス」の100%子会社となる。
- 2005年3月 - ウォッチマン・ホールディングスが解散する。
- 2006年
  - 3月～4月 - 取引銀行各行が同社に対する債権を債権買取会社へ売却。
  - 6月 - 商品の差し押さえを受け、本店の営業が一部休止に追い込まれる。
  - 7月 - 債権回収会社から破産を申し立てられる。
  - 8月 - 破産手続開始決定を受け倒産。

## 備考
- CBCテレビの『ミックスパイください』の「Doki Doki 宝島」のコーナーの賞品に、自社の商品が使われていた。また、4回ミスしてゲームオーバーになった時にも特別にプレゼントされていた[注 2]。
- 東海テレビにて『ドラゴンボールZ』や『キテレツ大百科』のカウキャッチャーとして、19時の時報前のCMとして流れていた。なお、『ドラゴンボールZ』の際は主人公の孫悟空役であった野沢雅子が時報ナレーションを入れていた。
- 大阪進出時には、近畿地方でも、毎日放送などで主に番組間スポットにて一時期にCMを流していたことがある。
- 店舗の存在した青森・新潟（新潟店）・長野（松本店）・静岡（静岡店、浜松店）・石川（金沢店）などでもCMが流れていた。キャッチコピーは「自信マンマン、ウォッチマン」。
- 東京証券取引所・名古屋証券取引所両市場第1部での重複上場を一時計画していた。
- 名古屋の本店跡地には現在、リゾートトラスト運営の「ホテルトラスティ名古屋栄」が建っている。